# Hegigiotal-Pipelinebrücke
Die Hegigiotal-Pipelinebrücke (en: Hegigio Gorge Pipeline Bridge) war eine 470 m lange Hängebrücke in Papua-Neuguinea. Mit einer Höhe von 393 m über dem Talgrund war sie die höchste Rohrleitungsbrücke der Welt. Nach ihrer Fertigstellung 2005 galt sie bis zur Eröffnung der Siduhe-Brücke in 2009 als die höchste Brücke der Welt. Die Brücke wurde 2018 durch ein Erdbeben beschädigt und 2023 zurückgebaut.

## Geographische Lage
Die Brücke überquerte die Hegigio-Schlucht des Tagari River. An der Stelle bildet der Fluss die Grenze zwischen der Southern Highlands Province und der Hela Province in Papua-Neuguinea. Sie diente der Aufnahme einer Pipeline, die Erdöl aus den Southeast-Mananda-Ölfeldern ersterer Provinz transportierte. Die durch unwegsames Urwaldgebiet führende Rohrleitung war eine Zubringerverbindung zur größeren Moran-Pipeline, die zu einer 258 km entfernten Verladestation am Golf von Papua führt.
Die Südseite der Brücke ist durch eine nicht ausgebaute Urwaldstraße von der 700 km entfernten Stadt Lae erreichbar.

## Konstruktion
Die Planung begann im Januar 2004 durch das Bauunternehmen Kellogg Brown & Root, seinerzeit ein Tochterunternehmen von Halliburton, einem multinationalen Unternehmen. Die Bauarbeiten starteten im Dezember 2004 mit der Errichtung eines Stahl-Pylons auf der Südseite. Im November 2005 wurde das Bauwerk fertiggestellt; im März 2006 floss erstmals Erdöl durch die Pipeline. Die Hängebrücke ist zur Aufnahme von weiteren Rohrleitungen für spätere Ölausbeutungen ausgelegt.
Die Nordseite der Brücke hat keinen Anschluss an das Wegenetz. Für die Konstruktion der Widerlager dieser Seite war daher der Einsatz von Seilrutschen zum Transport von Mensch und Material von der Südseite aus erforderlich.
Bei einer Höhe über Talgrund von 393 m betrug die Spannweite 470 m. Die Hegigiotal-Pipelinebrücke verfügte über keinen Übergang für Fahrzeuge oder Personen.

## Beschädigung und Abriss
Die Brücke wurde im Februar 2018 durch ein Erdbeben in Papua-Neuguinea schwer beschädigt und im Jahr 2023 abgerissen.